# Смрт у рају (5. сезона)
Пета сезона британске полицијске крими-драмедије Смрт у рају емитована је од 7. јануара до 25. фебруара 2016. године на каналу BBC One.

## Опис
Главна постава се у овој сезони није мењала.

## Улоге
- Крис Маршал као ДИ Хамфри Гудмен
- Жозефин Жобер као ДН Флоренс Касел
- Дени Џон-Џулс као Позорник Двејн Мајерс
- Тоби Бејкер као позорник Ж. П. Хупер
- Елизабет Буржин као Кетрин Бордеј
- Дон Варингтон као начелник Селвин Патерсон

## Епизоде
| Бр. еп. (укупно) | Бр. еп. (у сезони) | Наслов                 | Редитељ      | Сценариста     | Премијера         | Гледаност у Британији (милиони) |
| --- | ------------------ | ---------------------- | ------------ | -------------- | ----------------- | ------------------------------- |
| 33 | 1                  | "Сложено убиство"      | Едвард Бенет | Роберт Торогуд | 7. јануар 2016.   | 8,71                            |
| Хамфри купује себи нови чамац на острву, док у исто време на његовој јахти бива убијен филантроп милионер, док су сви чланови групе на његовој јахти у мору и једни другима на видику. Поред жртве је војник играчка који збуњује Хамфрија. Како је истрага у току, Хамфри и екипа сазнају да је филантроп налетео на све осумњичене. |                    |                        |              |                |                   |                                 |
| 34 | 2                  | "Неко мора да иде"     | Едвард Бенет | Ден Мјурден    | 14. јануар 2016.  | 8,17                            |
| Одлазећа гувернерка Сент Мерија Керолајн Бамбер је отрована пошто је на журци на одласку прихватила пиће од Селвина. Док Хамфри проверава Керолајнину торбу да ли има било каквих могућих доказа, проналази непотписану поруку која упозорава Керолајн на њену смрт. Каролајнина приватна секретарица Елери обавештава Хамфрија о очигледној бруки са уценама која се догодила између Керолајн и председника Франсое. Док ради на томе зашто је Керолајн убијена, Хамфријева потрага за девојком преко сајтова за састанке има мало успеха.                |                    |                        |              |                |                   |                                 |
| 35 | 3                  | "Позирање у убиству"   | Одри Кук     | Том Хигинс     | 21. јануар 2016.  | 7,83                            |
| Хамфри и екипа позвани су да истраже убиство манекенке током добротворног сликања. Испоставило се да је манекенка имала уходу у припреми до своје смрти, иако су постојала и још тројица осумњичених са разлогом да је желе мртву. Сви осумњичени су имали алибије све док Хамфри није открио фотографију која доказује да је један од алибија лажан. Једна од манекенки Роузи је стара Ж. П.-ова симпатија и почињу да се забављају. |                    |                        |              |                |                   |                                 |
| 36 | 4                  | "Лично убиство"        | Одри Кук     | Ема Гудвин     | 28. јануар 2016.  | 7,78                            |
| Двејн добија поруку од свог мртвог пријатеља Седрика у којој се тврди да је убијен само неколико минута пошто га је похвалио на његовој сахрани. Мртвозорник је забележио Седрикову смрт као природну, али даља анализа места његове смрти открива да је Седрик заправо угушен. Са ограниченим бројем осумњичених, Хамфри их испитује све појединачно, али сазнаје да су сви играли карте у ноћи Седрикове смрти. Када је затим Хамфри разговарао са старијим Седриковим пријатељем, сазнаје за догађај од пре 45 година који представља мотив за убиство. |                    |                        |              |                |                   |                                 |
| 37 | 5                  | "Изгубљен идентитет"   | Роџер Симонс | Роберт Торогуд | 4. фебруар 2016.  | 8,14                            |
| Док Хамфрија тетка Мери посећује на острву, сведочи да је бизнисмен Џон Грин пао у смрт са балкона. Џон је био нов на Сент Мерију и није познавао никога, иако се убрзо испоставило да је Џон Грин лажни идентитет, а жртва је заправо под заштитом сведока на острву већ шест година. Када је Мери пружила Хамфрију неке податке које успева да запамти, Хамфри решава случај. |                    |                        |              |                |                   |                                 |
| 38 | 6                  | "Искривљивање убиства" | Роџер Симонс | Дејна Фејнару  | 11. фебруар 2016. | 7,90                            |
| Након отварања свог новог ресторана, Роберт Холт је избоден на смрт. Његов телефон и новчаник су украдени, а Хамфри и екипа су у почетку сумњали да је за догађај мотив пљачка. Бивши затвореник је једини осумњичени који није имао алиби у ноћи убиства, али осумњичени са алибијем имају развијеније мотиве за убиство. Видео снимци противзаконито снимљени у ресторану помажу Хамфрију да схвати ко је прави убица. |                    |                        |              |                |                   |                                 |
| 39 | 7                  | "Крваво црвено море"   | Ричард Сини  | Вил Фишер      | 18. фебруар 2016. | 8,00                            |
| Само неколико сати након свађе са ривалским ловцем на благо Њутоном Фарелом, Тош Вокер је убијен на Њутновом чамцу. Његов леш је тада бачен у море. Њутон је главни осумњичени: оружје убиства је његово и Тош је звао његову жену само неколико тренутака пре него што је умро. Међутим, Њутон је виђен у кафани на пићу када је Тош умро, збунивши Хамфрија и његову екипу који не могу да схвате зашто је Њутону намештено, посебно од стране жртве. |                    |                        |              |                |                   |                                 |
| 40 | 8                  | "Пламен љубави"        | Ричард Сини  | Метју Бери     | 25. фебруар 2016. | 8,09                            |
| Туристкиња Сиан Еванс пронађена је мртва у свом закључаном купатилу. Сви докази указују на то да је Сиан извршила самоубиство, али Хамфри нерадо верује да она није убијена. Његове сумње су убрзо потврђене када је сазнао да су сви осумњичени имали различите мотиве. Хамфри такође наилази на (скоро буквално) Марту Лојд коју познаје још из времена у Енглеској и договорили су састанак, али Ж. П.-ова живчаница у последњем тренутку пре свадбе са Роузи замало завршавају нову романсу пре него што је и почела.                                  |                    |                        |              |                |                   |                                 |